# Willem Wintgens
Willem Wintgens ('s-Gravenhage, 8 januari 1818 - 's-Gravenhage, 12 januari 1895) was een Nederlands politicus.
Wintgens was een negentiende-eeuws politicus, de zoon van mr. W.C.B. Wintgens, raadsheer in de Hoge Raad. Hij kwam in 1849 als jongste lid in de nieuwe, rechtstreeks gekozen Tweede Kamer en bleef tot 1885 politiek actief. Aanvankelijk was hij gematigd liberaal, maar later een van de laatste conservatieven. Hij beschouwde zichzelf als onafhankelijk lid. Lange tijd afgevaardigde van Den Haag. In 1885 nam Wintgens ontslag om doorbreking van het evenwicht tussen liberalen en confessionelen mogelijk te maken.
- Biografisch Portaal: 36549134
- Digitale Bibliotheek voor de Nederlandse Letteren: wint019
- Gemeinsame Normdatei: 142872377
- International Standard Name Identifier: 0000 0001 0737 2315
- Library of Congress Control Number: no2010156531
- Nationale Bibliotheek van Israël: 987007320234305171
- Nederlandse Thesaurus van Auteursnamen: 070091501
- Parlement.com: vg09lld294z5
- Système universitaire de documentation: 168911760
- Virtual International Authority File: 5328606
- WorldCat: E39PBJgxtrVgcrhmmPfqMTKKh3